# Gunung Sanggabuana
Gunung Sanggabuana är ett berg i Indonesien.   Det ligger i provinsen Jawa Barat, i den västra delen av landet, 60 km sydost om huvudstaden Jakarta. Toppen på Gunung Sanggabuana är 1 287 meter över havet, eller 830 meter över den omgivande terrängen. Bredden vid basen är 10,4 km.
Terrängen runt Gunung Sanggabuana är huvudsakligen kuperad. Gunung Sanggabuana är den högsta punkten i trakten. Runt Gunung Sanggabuana är det ganska tätbefolkat, med 155 invånare per kvadratkilometer. I omgivningarna runt Gunung Sanggabuana växer i huvudsak städsegrön lövskog.